# تریس (بی پیریدین) روتنیم (II) کلرید
تریس(بی پیریدین)روتنیم(II) کلرید (به انگلیسی: Tris(bipyridine)ruthenium(II) chloride) با فرمول شیمیایی C۳۰H۲۴N۶Cl۲Ru·6H۲O یک ترکیب شیمیایی است. که جرم مولی آن 640.53 g/mol (anhydrous)748.62 g/mol (hexahydrate) می‌باشد. شکل ظاهری این ترکیب، جامد قرمز است.